# Kaspar Capparoni
Kaspar Capparoni (ered. Gaspare Capparoni, Róma, Olaszország, 1964. augusztus 1. –) olasz színész.

## Életrajz
Karrierjét színházban kezdte 18 évesen, Giuseppe Patroni Griffinek köszönhetően, majd 1984-ben a Phenomena című filmben szerepelt, amelyet Dario Argento rendezett. Ezután szerepelt a Colpi di luce (1985, rendező: Enzo G. Castellari), Gialloparma (1999, rendező: Alberto Bevilacqua), Encantado (2002, rendező: Corrado Colombo), Il Ritorno del Monnezza (2005, rendező: Carlo Vanzina), valamint a 2007-ben készült Two Families és Il sole nero című filmekben.
Több sorozatban is szerepelt, köztük a Ricominciare telenovella (2000), a Piccolo mondo antico minisorozatban, az Incantesimo 4 (2001), Elisa di Rivombrosa (2003) sorozatokban, a Massimo Spano által rendezett La caccia minisorozatban, amelyben Alessio Boni ellenfelét alakította, valamint a Capri (2006) sorozatban.
2007-ben a Donna Detective sorozat főszereplőjévé vált (rendező: Cinzia TH Torrini), s a következő évben a Rex felügyelő sorozatban vett részt, melyet Marco Serafino rendezett, valamint a Capri 2 sorozatban, Andrea Barzini és Giorgio Molteni rendezésével. Nőtlen.

## Filmográfia

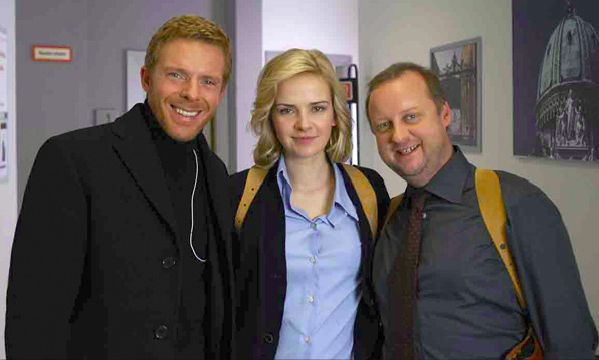
Kaspar Capparoni Denise Zich és Martin Weinek társaságában

### Mozifilmek
- Phenomena (1984), r. Dario Argento
- Colpi di luce (1985), r. Enzo G. Castellari
- Gialloparma (1999), r. Alberto Bevilacqua
- Encantado (2002), r. Corrado Colombo
- Il ritorno del Monnezza (2005), r. Carlo Vanzina
- Two families (2007), r. Barbara Wallace e Thomas R. Wolfe
- Il sole nero (2007), r. Krzysztof Zanussi

### Televíziósorozatok
- Addio e ritorno (1995), r. Rodoldo Roberti - Film TV
- Tequila e Bonetti (2000), r. Bruno Nappi és Christian I.
- La casa delle beffe (2000), r. Pier Francesco Pingitore
- Ricominciare (2000-2001) – telenovella
- Piccolo mondo antico (2001), r. Cinzia TH Torrini
- Incantesimo 4 (2001), r. Alessandro Cane és Leandro Castellani
- Elisa di Rivombrosa (2003), r. Cinzia TH Torrini
- La caccia (2005), r. Massimo Spano
- Provaci ancora Prof (2005), r. Rossella Izzo
- Capri – Az álmok szigete (2006–2010), r. Francesco Marra és Enrico Oldoini
- Donna Detective (2007), r. Cinzia TH Torrini
- Rex felügyelő (2008), r. Marco Serafini
- Capri 2 (2008), r. Andrea Barzini és Giorgio Molteni
- Il giudice Mastrangelo 3 (2009), r. Enrico Oldoini

## Külső hivatkozások
- Hivatalos oldal
- Kaspar Capparoni a Facebookon
- Kaspar Capparoni a PORT.hu-n (magyarul)
- Kaspar Capparoni az Internet Movie Database-ben (angolul)
- Kaspar Capparoni a Rotten Tomatoeson (angolul)
- Hivatalos weboldal